# Agencia Central de Estadística de Etiopía
La Agencia Central de Estadística de Etiopía (CSA; Amh.: የማዕከላዊ ስታቲስቲክስ ኤጀንሲ, Yämaʿəkälawi sətatisətikəsə ejänəsi) es un organismo del gobierno etíope designado para llevar a cabo todas las encuestas y censos de población que utiliza el Estado para supervisar el crecimiento económico y el desarrollo social del país; así como para actuar como un centro oficial de formación en ese campo. Es parte de Ministerio de Finanzas y Desarrollo Económico de Etiopía.
Antes del 9 de marzo de 1989, fecha en que recibió su nomenclatura actual, la CSA era conocida como la Oficina Central de Estadística.
El 21 de noviembre de 2006, el CSA anunció que había sido reconocido por el Banco Mundial por ser la mejor agencia de gobierno en el desarrollo de la información estadística en el África subsahariana.